# Веспасия Полла

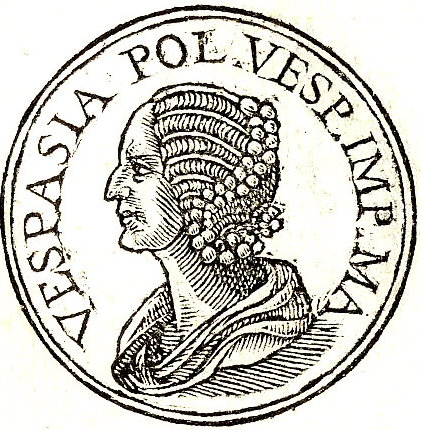
Портрет Веспасии Поллы из сборника биографий Promptuarii Iconum Insigniorum (1553 год)

Веспасия Полла (лат. Vespasia Polla) — мать римского императора Веспасиана.
Веспасия Полла происходила из уважаемого всаднического рода из Нурсии. Её отцом был префект лагеря Веспасий Поллион, а брат достиг сенаторского звания. Предки их семьи проживали в местечке Веспасий неподалеку от Нурсии. Веспасия была замужем за сборщиком налогов Титом Флавием Сабином. В браке с ним у неё родилось трое детей: дочь, которая умерла в младенчестве, и два сына — Сабин и будущий император Веспасиан. После смерти супруга Полла больше замуж не выходила.
По рассказу Светония, когда Веспасиан не захотел надевать сенаторскую тогу (сыновья всадников могли получить это право в знак милости в начале политической карьеры), «только мать, наконец, сумела этого добиться, да и то скорее бранью, чем просьбами и родительской властью: она все время попрекала его, твердя, что он остался на побегушках у брата».